# 恋爱学分
《恋爱学分》（英語：Starter for 10），2006年上映的英国浪漫喜剧电影，湯姆·沃恩执导，大卫·尼科尔斯编剧，改编自他自己的小说《Starter for Ten》。主演為詹姆斯·麥艾維，他饰演一名大学生，赢得了大学挑战智力竞赛团队的名额。
本片于2006年9月在多倫多國際電影節首映，2006年11月10日在英国和爱尔兰上映，2007年2月23日在加拿大和美国上映。

## 出演
- 詹姆斯·麥艾維 饰演 Brian Jackson
- 爱丽丝·伊芙 饰演 Alice Harbinson
- 丽贝卡·豪尔 饰演 Rebecca Epstein
- 多米尼克·庫珀 饰演 Spencer
- 詹姆斯·柯登 饰演 Tone
- 西蒙·伍茲 饰演 Josh
- 凯瑟琳·塔特 饰演 Julie Jackson
- Elaine Tan 饰演 Lucy Chang
- 查尔斯·丹斯 饰演 Michael Harbinson
- 琳賽·鄧肯 饰演 Rose Harbinson
- 班奈狄克·康柏拜區 饰演 Patrick Watts
- 马克·加蒂斯 饰演 Bamber Gascoigne
- James Gaddas 饰演 Mr Jackson
- John Henshaw 饰演 Des
- Ben Willbond 饰演 University Challenge Producer

## 评价
这部电影得到了积极的评价，在爛番茄的78条评论中，获得了90%的好评。